# Coryphantha georgii
Coryphantha georgii ist eine Pflanzenart in der Gattung Coryphantha aus der Familie der Kakteengewächse (Cactaceae). Das Artepitheton georgii ehrt den Kakteensammler Erich Georgi aus Saltillo.

## Beschreibung
Coryphantha georgii wächst einzeln. Die abgeflacht kugelförmigen, von den Dornen bedeckten Triebe erreichen Wuchshöhen von bis 4 Zentimeter und Durchmesser von 7 Zentimeter. Der Triebscheitel ist bewollt. Die bis zu 12 Millimeter langen Warzen stehen locker zusammen und sind konisch geformt. Die Axillen sind bewollt und tragen Nektardrüsen. Die ein bis vier grauen Mitteldornen sind steif, etwas aufwärts gebogen und bis zu 2 Zentimeter lang. Die acht bis neun nadeligen, gräulich weißen Randdornen besitzen eine dunklere Spitze und weisen Längen von bis zu 1,2 Zentimeter auf.
Die Blüten sind cremefarben oder weiß mit einem hellgrünen Schlund. Sie sind 2 bis 3,5 Zentimeter lang und erreichen ebensolche Durchmesser.

## Verbreitung, Systematik und Gefährdung
Coryphantha georgii ist in den mexikanischen Bundesstaaten San Luis Potosí, Guanajuato und Tamaulipas auf Abhängen und Ebenen, auf Lavaböden und im Eichenwald verbreitet.
Die Erstbeschreibung durch Friedrich Bödeker wurde 1931 veröffentlicht.
In der Roten Liste gefährdeter Arten der IUCN wird die Art als „Least Concern (LC)“, d. h. als nicht gefährdet geführt.

## Nachweise